# إرمين بيتشاكتشيتش
إرمين بكشاكشيتش بالبوسنية Ermin Bičakčić ولد في زفورنيك - يوغوسلافيا لاعب كرة قدم بوسني يلعب حاليا لصالح نادي الدرجة الأولى هوفينهايم الألماني في مركز الجناح الأيسر والوسط المهاجم .

## مسيرته الكروية
لعب إرمين بيتشاكتشيتش خلال مسيرته الاحترافية مع 4 أندية في ثلاثة عشر موسمًا وسجل خلالها 10 أهداف ضمن 221 مباراة. ولم يفز بأي موسم بالكأس أو بالدوري.
خاض إرمين بيتشاكتشيتش مسيرته مع في إف بي شتوتغارت الثاني في موسم 2009–10 واستمر معه طيلة ثلاثة مواسم، مشاركًا في 23 مباراة ولم يسجل أي هدف. ثم انتقل إلى نادي شتوتغارت في موسم 2010–11 لمدة موسم واحد، حيث شارك في مباراة ولم يسجل أي هدف أيضًا. لينتقل بعدها إلى نادي آينتراخت براونشفايغ في موسم 2011–12 واستمر معه طيلة ثلاثة مواسم، مشاركًا في 79 مباراة سجل خلالها 5 أهداف. ثم انتقل إلى نادي هوفنهايم في موسم 2014–15 ليلعب معه ستة مواسم، مشاركًا في 118 مباراة سجل خلالها 5 أهداف أيضًا.

## روابط خارجية
- إرمين بيتشاكتشيتش على موقع الاتحاد الدولي (مؤرشف)  (الإنجليزية)
- إرمين بيتشاكتشيتش على موقع الاتحاد الأوربي (الإنجليزية)
- إرمين بيتشاكتشيتش على موقع قاعدة بيانات كرة القدم.إي يو (الإنجليزية)
- إرمين بيتشاكتشيتش على موقع بيانات كرة القدم. دي إي (الألمانية)
- إرمين بيتشاكتشيتش على موقع ناشيونال فوتبول تيمز (الإنجليزية)
- إرمين بيتشاكتشيتش على موقع Soccerbase.com (لاعب) (الإنجليزية)
- إرمين بيتشاكتشيتش على موقع Soccerway.com (الإنجليزية)
- إرمين بيتشاكتشيتش على موقع عالم كرة القدم.نت (الإنجليزية)
- إرمين بيتشاكتشيتش على موقع AS.com (الإسبانية)